# Канопічна скриня

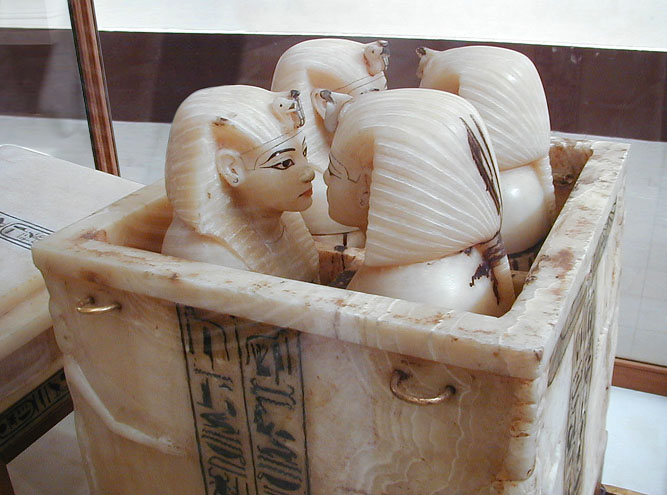
Канопічна скриня Тутанхамона. Єгипетський музей, Каїр.

Канопічна скриня — скрині, які використовували стародавні єгиптяни для зберігання внутрішніх органів, видалених під час процесу муміфікації. Як тільки канопи почали використовувати наприкінці Четвертої династії, глеки поміщали всередину каноп. Хоча перші підтверджені канопічні поховання датуються правлінням Снофру Четвертої династії, є докази того, що в Саккарі існували канопи, що датуються Другою династією.

## Зв'язки з культурою Стародавнього Єгипту

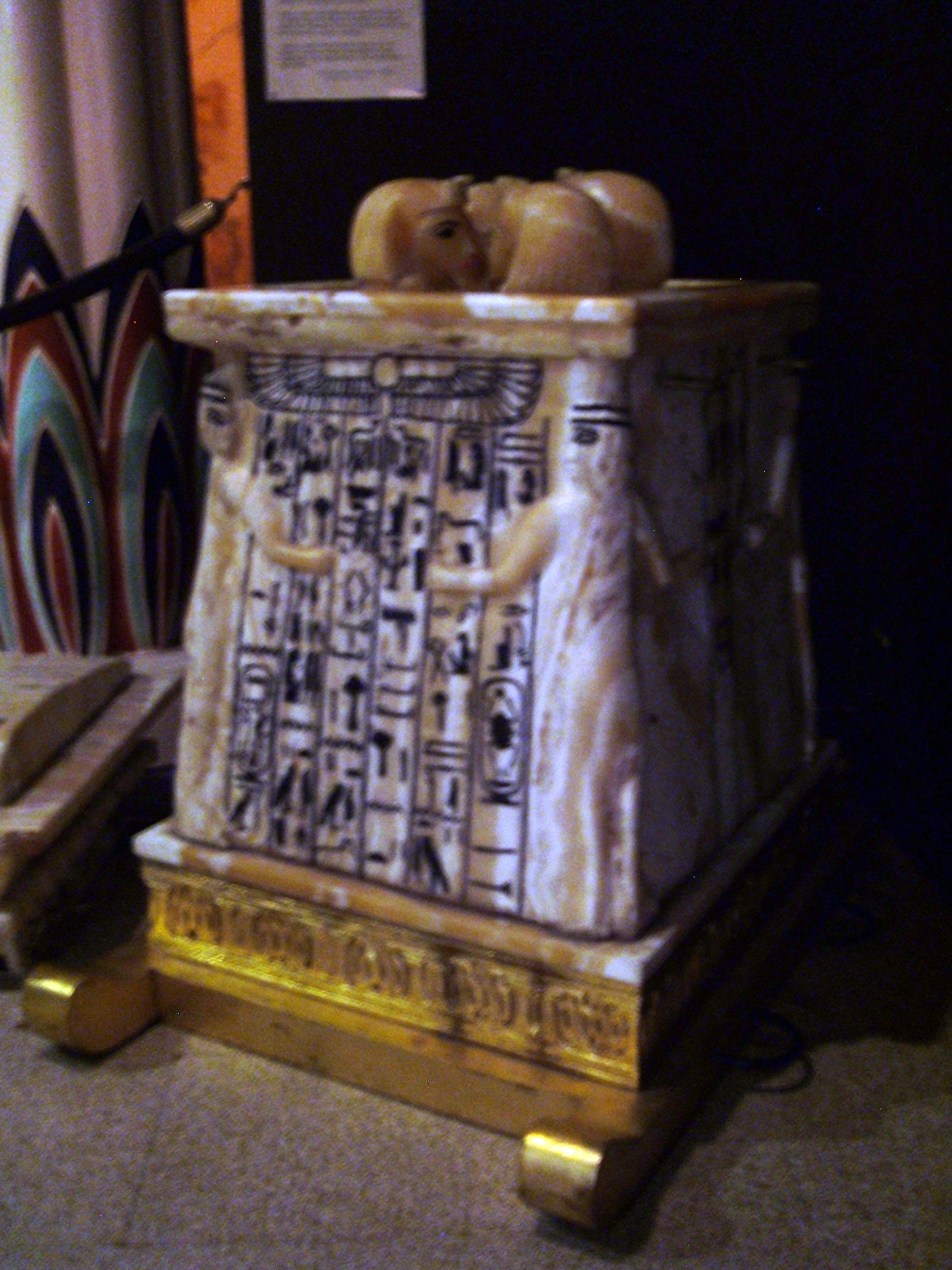
Репліка канопічної скрині Тутанхамона виставлена в Розенкрейцерському єгипетському музеї.

Канопи відігравали важливу роль у єгипетській культурі. Канопи містили внутрішні органи (нутрощі) мумій, тому вони пов'язані з єгипетським віруванням у те, що потойбічне життя таке ж важливе, як і життя на землі. Єгиптяни вірили, що все має бути ідеально збережено, щоб подорожувати в землю після життя, і в рамках процесу муміфікації вони видаляли нутрощі з тіла.

## Зміни протягом історії

Персоніфікований каноп, як його можна побачити в папірусі Ані

Перші канопи були простими та дерев'яними, але з часом вони ставали все більш вишуканими. Потім, приблизно за часів 21-ї династії (1069—945 рр. до н. е.), єгиптяни вирішили залишати нутрощі всередині мумій. Але оскільки вони використовували канопи тисячі років, вони продовжували класти їх у гробниці, просто без жодного вмісту. Канопи вийшли з ужитку за часів Птолемеїв.

## Стиль та матеріали
Стиль та матеріали відрізнялися в різні часи, хоча завжди відображали єгипетський ідеал ідеально виміряної та точної краси.

### Птолемеївський період
Високі дерев'яні скрині, схожі на святилища, мали яскравий розпис з боків, а зверху — сокола, що присів. Ремісники покривали дерево гесо, щоб підготувати його до пігменту, яким вони пізніше його розфарбували. Усі ці прикраси розповідають нам щось про давньоєгипетську релігію. Сокіл зверху символізує Сокара, похоронного бога, а зображення з боків зображує власника скрині, який поклоняється Осірісу, богу потойбічного життя; Ра-Хорахті, поєднання богів Гора та Ра; чотирьох синів Гора, кожен з яких охороняє одну з нутрощів, які традиційно видаляють під час муміфікації; пофарбовану колону, яка символізує Осіріса, та тієт, яка символізує Ісіду. Розпис не такий ідеально виміряний та точний, як раннє єгипетське мистецтво, оскільки єгипетська цивілізація занепадала, коли вона була створена.

## Рекомендована література
- Shaw, Ian (2003). The Oxford History of Ancient Egypt. Oxford University Press. ISBN 978-0-19-280458-7.
- Green, Roger Lancelyn (1964). Ancient Egypt. J. Day Co.
- Grimal, Nicholas (1992). A History of Ancient Egypt. Blackwell Publishing. ISBN 978-0-631-19396-8.